# ゲンスブールと女たち
『ゲンスブールと女たち』（ゲンスブールとおんなたち、原題: Gainsbourg, vie héroïque）は、2010年のフランスの映画である。フランスの漫画家であるジョアン・スファールの長編映画監督デビュー作であり、自身のグラフィックノベルを原作としている。フランスの歌手であるセルジュ・ゲンスブールを描いた伝記映画である。
ジェーン・バーキン役のルーシー・ゴードンは撮影後に自殺し、本作が遺作となった。

## キャスト
- セルジュ・ゲンスブール - エリック・エルモスニーノ
- ジェーン・バーキン - ルーシー・ゴードン
- ブリジット・バルドー - レティシア・カスタ
- ジュリエット・グレコ - アンナ・ムグラリス
- フランス・ギャル - サラ・フォレスティエ
- フレエル - ヨランド・モロー
- ダグ・ジョーンズ
- ミレーヌ・ジャンパノイ
- クロード・シャブロル

## 受賞とノミネート
| 映画賞・映画祭 | 部門           | 候補者                   | 結果       |
| -------------- | -------------- | ------------------------ | ---------- |
| セザール賞     | 作品賞         |                          | ノミネート |
| セザール賞     | 主演男優賞     | エリック・エルモスニーノ | 受賞       |
| セザール賞     | 助演女優賞     | レティシア・カスタ       | ノミネート |
| セザール賞     | 新人監督作品賞 | ジョアン・スファール     | 受賞       |
| セザール賞     | 撮影賞         | ギョーム・シフマン       | ノミネート |
| セザール賞     | 音響賞         |                          | 受賞       |
| セザール賞     | 編集賞         | マリリーヌ・モンティウ   | ノミネート |
| セザール賞     | 美術賞         | クリスティアン・マルティ | ノミネート |